# Platyrinchus platyrhynchos
Platyrinchus platyrhynchos là một loài chim trong họ Tyrannidae.